# 斎灯サトル
斎灯サトル（SatoruSaito、1977年 - ）は、大天井画、パフォーマンスアートで知られる日本の天井画絵師、芸術家である。

## 人物
1977年（昭和52年）生まれ。静岡県静岡市出身。神奈川県「江島神社・奉安殿」や、静岡県「永福寺」の東海地区最大６４帖など、各地の天井画を制作する。

## 代表作品
- 『奉安龍神図』神奈川県江島神社・奉安殿天井画（2015）
- 『輪廻成長の龍』静岡県永福寺・本堂天井画（2016）[1]
- 『八翔鳳凰』静岡県永福寺・本堂天井画（2017）
- 『祥雲の龍図』群馬県中之嶽神社、甲子大国神社・本殿天井画（2018）
- 『阿吽の双龍』香川県小豆島宝生院・本堂壁画（2019）[2][3]
- 『福光鳳凰龍神図』岡山県備中国総社宮・本殿天井画（2020）[4]
- 『蟠龍絵図』東京都蟠龍寺・本堂天井画（2020）

## 著書
- 写龍 しあわせの龍を呼ぶ本（サンマーク出版、2018年）
- 写龍 しあわせの龍を贈るPOSTCARD BOOK（サンマーク出版、2019年）
- 画集　龍と鳳凰の天井画（サトルーチ出版、2019年）
- 正観さんのしあわせ絵言葉（廣済堂出版、2020年）
- 幸せ輝く龍神（エムディエヌコーポレーション、2020年）
- 大開運！金の龍神ぬりえ(宝島社、2020年）